# Еццело ІІ
Еццело ІІ (італ. Ecelo ІІ; кін.ХІ ст. — поч. ХІІ ст.) — військово-політичний діяч середньовічної Італії, 2-й сеньйор Онара та Романо-д'Еццеліно. 
Син Еццело I (засновника династії Еццеліні та 1-го сеньйора Онара та Романо-д'Еццеліно) та Гісли (з ломбардського роду). Сеньйорію успадкував після батька і залишив у спадок своєму молодшому брату - Альберіко I да Романо.